# Joanna Baillie
Joanna Baillie (Bothwell, Lanarkshire, 11 de setembro de 1762 — Hampstead, 23 de fevereiro de 1851) foi uma dramaturga e poetisa britânica nascida na Escócia, conhecida por obras como Plays on the Passions (três volumes, 1798–1812) e Fugitive Verses (1840). Seu trabalho mostra interesse pela filosofia moral e pelo gótico. Ela foi aclamada pela crítica em sua vida e enquanto morava em Hampstead, associada a escritores contemporâneos como Anna Barbauld, Lucy Aikin e Walter Scott. Ela morreu aos 88 anos.

## Juventude
Baillie nasceu em 11 de setembro de 1762 em Bothwell. Sua mãe, Dorothea Hunter (ca. 1721–1806) era irmã dos médicos e anatomistas escoceses William e John Hunter. Seu pai, reverendo James Baillie (ca. 1722–1778), era ministro presbiteriano e, em seus últimos dois anos, professor de teologia na Universidade de Glasgow. Sua tia, Anne Home Hunter, era poetisa.
Os Baillies eram uma antiga família escocesa que alegava descender do patriota escocês, William Wallace. Wallace é conhecido por não ter tido filhos, no entanto.
Joanna Baillie era a caçula de três filhos: sua irmã gêmea morreu sem nome quando bebê, sua única irmã sobrevivente foi Agnes (1760–1861), e seu irmão mais velho Matthew Baillie tornou-se médico em Londres. Baillie não era uma estudiosa dedicada. Suas primeiras paixões eram pelo campo escocês. Ela tinha seu próprio pônei e seu interesse por histórias era demonstrado por peças que criava e histórias que contava. Em casa, ela era tratada com rigor e as demonstrações de raiva ou alegria eram desencorajadas. Ela não foi levada ao teatro. O único drama que ela viu foi um espetáculo de marionetes.
Em 1769 a família mudou-se para Hamilton, onde seu pai foi nomeado para a igreja colegiada. Baillie não aprendeu a ler até a idade de dez anos, quando frequentou o internato Miss McDonald's Glasgow ostensivamente conhecido por “transformar garotinhas saudáveis em senhoritas perfeitas”. Diz-se que ela teve 'uma epifania' quando foi ao teatro pela primeira vez. A partir de então, escreveu peças e poemas, bem como demonstrou suas habilidades em matemática, música e arte.
O pai de Baillie morreu em 1778 e sua posição financeira diminuiu, embora Matthew tenha estudado medicina no Balliol College, Oxford. O resto da família retirou-se para Long Calderwood perto de East Kilbride. Eles retornaram em 1784, quando seu tio William Hunter morreu no ano anterior e seu irmão ficou com uma casa em Londres e sua coleção, sendo agora o Museu e Galeria de Arte Hunteriana da Universidade de Glasgow. Sua tia, Anne Hunter, era uma anfitriã da sociedade e uma poetisa, e através dela Baillie foi apresentada às “meias azuis” Fanny Burney, Elizabeth Carter e Elizabeth Montagu. Ela estudou Corneille, Racine, Molière, Voltaire e Shakespeare, e escreveu peças e poesia enquanto administrava a casa de seu irmão até que ele se casou em 1791. Suas obras não foram publicadas até então, mesmo assim, anonimamente depois que seu pai e tio William morreram.
Joanna, sua irmã e mãe mudaram de casa várias vezes, antes de se estabelecerem em Colchester, onde ela começou suas Plays on the Passions. Em 1802 elas se mudaram para Hampstead, depois que seu irmão herdou uma quantia considerável de dinheiro, onde ela viveria com sua irmã pelo próximo meio século. Nenhuma das irmãs se casou. Sua tia Anne Home Hunter a apresentou à sociedade literária de Londres, depois que, em 1800, uma reimpressão de seu trabalho revelou sua identidade. Em 1806 a mãe de Baillie morreu. Anna Laetitia Barbauld e sua sobrinha Lucy Aikin eram vizinhas e amigas próximas. Ela escrevia cartas para Walter Scott e eles se visitavam e ficavam juntos; ele escreveu um prólogo para sua produção de 1810, The Family Legend.
Quando ela atingiu seus setenta anos, Baillie experimentou um ano de problemas de saúde, mas se recuperou e voltou a escrever e se corresponder, e incluiu canções folclóricas escocesas em seus Fugitive Verses escritos em seus oitenta anos (em 1840).
"[Joanna Baillie] estava ansiosa para que todas as suas obras, com exceção de seu panfleto teológico fossem reunidas em um único volume, e teve a satisfação de ver este 'grande livro monstro' como ela o chamou, que apareceu em 1851, pouco antes de morrer. Embora não fosse mais robusta — “Mulheres com mais de 40 anos não podem esperar ser robustas, e não precisam ser alegres. Nós nos sentamos ao lado da lareira com nossos livros” — ela havia permanecido em boa saúde até o fim. Ela morreu em 1851 em Hampstead, tendo quase completado noventa anos. Sua irmã, Agnes, viveu até os 100 anos. Ambas as irmãs foram enterradas ao lado de sua mãe no cemitério da paróquia de Hampstead, e em 1899 um memorial foi erguido em homenagem a Joanna Baillie no cemitério de sua cidade natal, em Bothwell."

## Obras literárias e dramáticas

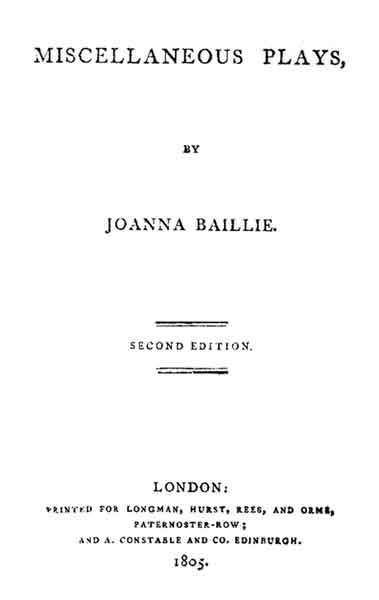
Folha de rosto de "Miscellaneous Plays" de Joanna Baillie (Londres: Longman, Hurst, Rees e Orme, 1804)

### Poesia
- 1790 A primeira publicação de Baillie foi Poems: Wherein it is Attempted to Describe Certain Views of Nature and of Rustic Manners. Mais tarde, ela revisou uma seleção desses primeiros poemas, reimpressos em seus Fugitive Verses (1840). Seu primeiro poema, "Winter Day", evocou imagens e sons de inverno no bairro de Long Calderwood.
- 1821 Suas Metrical Legends of Exalted Characters contavam em versos as histórias heróicas de figuras históricas como William Wallace, Cristóvão Colombo e Grizel Baillie. Eles foram inspirados em parte pela popularidade das baladas heroicas de Walter Scott, cujo entusiasmo tornou a escrita de drama “menos interessante por um tempo”.[10]
- 1836 Três volumes de Dramatic Poetry
- 1840 Encorajada por seu velho amigo, o poeta banqueiro Samuel Rogers, Baillie publicou uma nova coleção, Fugitive Verses, alguns dos quais eram antigos e outros recentemente escritos. Foi geralmente aceite que suas canções populares, especialmente as escocesas, continuariam vivas.
- 1849 Baillie publicou o poema Ahalya Baee para circulação privada. Posteriormente, apareceu como Allahabad em 1904.

### Peças de teatro
- 1790 Uma tragédia, Arnold, que nunca foi publicada
- “A serious comedy”, que mais tarde foi queimada
- Rayner foi fortemente revisada antes de ser publicada em Miscellaneous Plays (1804).
- 1791 Plays on the Passions concebido pela primeira vez
- 1798 O primeiro volume de Plays on the Passions foi publicado anonimamente como A Series of Plays. Volume 1 consistia em Count Basil, uma tragédia sobre o amor, The Tryal, uma tragédia sobre o amor, e De Monfort, uma tragédia sobre o ódio.

Em um longo discurso introdutório, a autora defendeu e explicou seu projeto ambicioso para ilustrar cada uma das paixões mais profundas e fortes da mente humana. As peças, explicou a autora, faziam parte de um desenho ainda maior e de um conceito completamente original, surgido de uma visão particular da natureza humana, onde a curiosidade simpática e a observação do movimento do sentimento nos outros eram primordiais. A paixão real, “genuína e fiel à natureza”, deveria ser o assunto; cada peça deveria se concentrar no crescimento de uma paixão principal. Essa abordagem incomumente analítica e indiscutivelmente artificial gerou muita discussão e controvérsia, e em  “uma semana ou duas Plays on the Passions foi um tópico principal… nos melhores círculos literários”. Toda Londres estava animada para descobrir quem poderia ser o autor. A autoria foi atribuída a um homem até que alguém apontou que todos os protagonistas eram mulheres de meia-idade, raramente as musas de autores masculinos. Baillie finalmente se revelou como autora em 1800, na página de rosto da terceira edição.
- 1800 De Monfort foi apresentada no teatro Drury Lane com John Kemble e Sarah Siddons nos papéis principais. Esplendidamente encenada, a peça durou oito noites, mas não foi um sucesso teatral.
- 1802 O segundo volume de Plays on the Passions foi publicado sob o nome de Joanna Baillie, com um prefácio reconhecendo a recepção dada ao volume um: “louvor misturado com uma porção considerável de censura”. O volume 2 consistia em The Election, uma comédia sobre o ódio, Ethwald, uma tragédia em duas partes sobre a ambição, e The Second Marriage, uma comédia sobre a ambição. Baillie viu essas peças, especialmente Ethwald, como um exemplo de sua melhor escrita.
- 1804 Um volume intitulado Miscellaneous Plays; as tragédias Rayner e Constantine Paleologus, e uma comédia, The Country Inn
- 1810 O tema escocês Family Legend, encenado em Edimburgo sob o patrocínio de Walter Scott, teve um sucesso breve, mas brilhante. Incluiu um prólogo de Scott e um epílogo de Henry Mackenzie. Seu sucesso encorajou os gerentes do teatro a reviver De Monfort, que também foi bem recebido.
- 1812 Um terceiro e último volume de Plays on the Passions consistia em duas tragédias góticas, Orra e The Dream, uma comédia, The Siege, e um drama musical sério, The Beacon. As tragédias e a comédia representavam a paixão do Medo, enquanto o drama musical representava a Esperança. Apresentando o que ela chamou de “provavelmente o último volume de peças que publicarei”, ela explicou pretender completar seu projeto escrevendo mais dramas sobre as paixões de Remorso, Ciúme e Vingança, mas não pretendia publicá-los, dado que a publicação desencorajara a produção de palco.
- 1815 The Family Legend, encenado no teatro Drury Lane, Londres
- 1821 De Monfort [“sic”] foi apresentado no teatro Drury Lane, Londres, com Edmund Kean no papel principal. Constantine Paleologus, embora escrito com John Kemble e Sarah Siddons em mente, foi recusado pelo teatro Drury Lane. Foi encenado no Surrey Theatre como um melodrama, Constantine and Valeria, e em sua forma original em Liverpool, Dublin e Edimburgo.
- 1836 Três volumes de Miscellaneous Plays foram publicados. Eles incluíram nove novas peças, e a continuação de Plays on the Passions prometida anteriormente: uma tragédia e comédia sobre o ciúme e uma tragédia sobre o remorso. Sua publicação criou um alvoroço, e os críticos foram quase todos entusiasmados e acolhedores. A Fraser's Magazine declarou: “Se tivéssemos ouvido falar que um manuscrito de Shakespeare, ou um romance antigo, mas desaparecido, de Scott, havia sido descoberto e já estava na imprensa, a informação não poderia ter sido mais bem-vinda”.[14]

A reputação de Baillie não se baseia inteiramente em seus dramas; ela também escreveu poemas e canções admiradas por sua beleza. Consideradas as melhores são: Lines to Agnes Baillie on her Birthday, The Kitten, To a Child e algumas de suas adaptações de canções escocesas, como: Woo'd and Married an'a`. Espalhadas pelos dramas estão algumas canções animadas e bonitas: The Chough e The Crow em Orra, e a canção do amante em The Phantom. Seu poema A Mother to her Waking Infant foi considerado 'observado de perto' ao presenciar a interação de bebês e mães em seu círculo.

## Defendendo suas peças de teatro

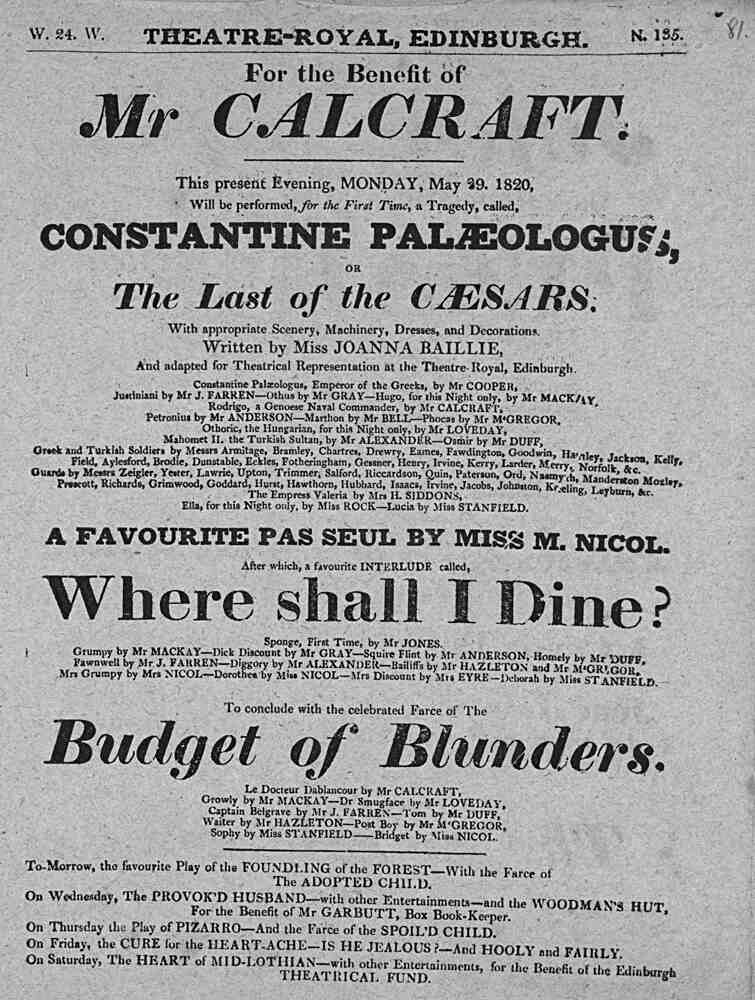
Panfleto para "O Último dos Césares"; ou, Constantino Paleólogo de Joanna Baillie, no Theatre Royal de Edimburgo, 29 de maio de 1820

Inicialmente, Baillie estava relutante em publicar seus trabalhos. Em uma carta para Walter Scott, ela escreveu: “Se não fosse meu irmão ter expressado um forte desejo de que eu publicasse um pequeno volume de poesia, eu teria muito pouco prazer no pensamento”. Essa timidez corresponde com sua disposição humilde e contida. Ela não buscava elogios por seus poemas, mas simplesmente os escrevia por prazer. Ironicamente, eles se tornaram mais conhecidos do que suas peças.
No entanto, em um discurso introdutório de 1804 em Miscellaneous Plays, Baillie defendeu suas peças como peças de atuação. As críticas de que ela não entendia nada de encenação prática e que suas peças eram entorpecidas e monótonas no desempenho a incomodaram por toda a vida, e ela sempre ficava encantada ao ouvir sobre uma produção sendo montada, não importava o quão humilde ela pudesse ser. Ela acreditava que os críticos haviam rotulado injustamente seu trabalho como drama de armário, em parte porque ela era uma mulher e em parte porque eles não leram seus prefácios com cuidado. Ela apontou também para as convenções do teatro em seu tempo, quando o espetáculo luxuoso em grandes palcos era a ordem do dia. Suas próprias peças, com sua atenção aos detalhes psicológicos, funcionavam melhor, ela argumentou, em pequenos teatros bem iluminados onde as expressões faciais podiam ser vistas claramente. Ela escreveu: “Desejei deixar para trás no mundo algumas peças, algumas das quais podem ter a oportunidade de continuar a ser representadas mesmo em nossos teatros de tela e celeiros”. É claro que Baillie queria que suas peças fossem encenadas, não apenas lidas.

## Escrita religiosa
Crescendo como filha de um ministro presbiteriano, a religião sempre foi importante para Baillie. Em 1826 ela publicou The Martyr, uma tragédia sobre religião, destinada apenas à leitura. Em 1831 ela entrou no debate teológico público com um panfleto, A view of the general tenour of the New Testament regarding the nature and dignity of Jesus Christ, onde ela analisou as doutrinas da ordem na Trindade, Arianismo e Socinianismo.

## Filantropia e aconselhamento literário
Financeiramente segura, Joanna Baillie costumava dar metade de seus ganhos escrevendo para caridade e se dedicava a muitas atividades filantrópicas. No início da década de 1820, ela se correspondeu com um ativista de Sheffield, James Montgomery, em apoio aos seus esforços em nome dos limpadores de chaminés. Ela se recusou a enviar um poema, temendo que fosse “exatamente a maneira de ter todo o assunto considerado pelos sóbrios caldeirões de todo o reino como uma coisa fantasiosa e visionária”. Enquanto “uma declaração clara de seu destino miserável em prosa, acompanhado de um plano simples e razoável para varrer chaminés sem eles” era muito melhor estrategicamente.
No que diz respeito às questões literárias, Joanna Baillie tinha uma compreensão perspicaz da publicação como um comércio. Ela levou a sério a influência que sua eminência lhe deu, e autores com pouca sorte, escritoras e poetas da classe trabalhadora como o poeta sapateiro John Struthers pediram lhe ajuda. Ela escreveu cartas, recorreu a todos os seus contatos e usou seu conhecimento do mundo literário para aconselhar ou promover um escritor menos bem relacionado. Em 1823, ela editou e publicou por assinatura uma coleção de poemas de muitos escritores importantes da época, em apoio a um velho amigo de escola viúvo com uma família de filhas para sustentar.
Baillie fez amizade com o excêntrico escritor, crítico e ativista americano John Neal, após ler seu artigo “Homens e Mulheres” na Blackwood's Magazine em outubro de 1824. Ele, no que lhe concerne, admirava os poemas e peças de Baillie e recebeu a atenção da figura literária mais estabelecida.
O próprio Wordsworth considerava Baillie a “dama ideal”, apesar de ser escocesa. Seu trabalho mais famoso DeMonfort ajudou a inspirar o “drama do armário” de Lorde Byron Manford. Byron valorizou seu conselho, chamando-a de “a única dramaturga desde Orwan”. Em 1806 Baillie solidificou uma amizade com Scott e ela e sua irmã costumavam visitar a Escócia.

## Reputação e legado
Poucas escritoras receberam tantos elogios por suas qualidades pessoais e poderes literários como Joanna Baillie. Ela tinha inteligência e integridade aliadas a um comportamento modesto que fez dela, para muitos, o epítome de uma dama cristã. Ela era astuta, observadora da natureza humana e persistente ao ponto da obstinação em desenvolver seus pontos de vista e opiniões. Sua categoria de drama permaneceu essencialmente inalterado ao longo de sua vida, e ela se orgulhava de ter realizado sua obra principal, as Plays on the Passions, mais ou menos na forma que havia concebido originalmente. Suas faculdades inventivas foram amplamente comentadas por “praticamente todos cuja opinião sobre um assunto literário valia algo”, e ela estava em termos amigáveis com as principais escritoras de seu tempo.
O crítico e escritor americano John Neal se referiu a Baillie em um artigo da Atlantic Monthly de 1866 como a “Shakespeare feminina de uma idade posterior”.
John Stuart Mill, em sua Autobiography, lembrou que na infância, Constantine Paleologus de Baillie lhe parecia “uma das mais gloriosas composições humanas”. Ele continuou a vê-lo “um dos melhores dramas dos últimos dois séculos”.
Duas canções de Ethwald, Hark! the cock crows e Once upon my cheek he said the roses grew, foram musicadas pelo compositor inglês John Wall Callcott.
Um de seus poucos detratores foi Francis Jeffrey, que em 1803 publicou uma longa resenha condenatória das Plays on the Passions na Edinburgh Review. Ele atacou a teoria, a prática e o propósito estreitos das peças. Embora ele tenha elogiado seu “gênio”, Baillie marcou Jeffrey como um inimigo literário e recusou uma apresentação pessoal. Só em 1820 ela concordou em conhecê-lo e desde então se tornaram amigos calorosos. James Hogg referenciou seu confronto anterior em John Paterson's Mare, sua sátira alegórica sobre a cena editorial de Edimburgo publicada pela primeira vez na Newcastle Magazine em 1825, na qual Baillie é apresentada como “uma garota escocesa muito interessante”.
Maria Edgeworth, registrando uma visita em 1818, resumiu seu apelo para muitos: tanto Joanna quanto sua irmã têm uma conversa muito agradável e nova, não literatura velha e mesquinha de novo e resenhas, mas novas circunstâncias que valem a pena contar, a propósito de cada assunto tocado; observações francas sobre o caráter, sem mal-estar ou medo de se comprometer; nenhuma fofoca de meias azuis, ou hábitos de adorar ou ser adorada.
Joanna Baillie ofereceu uma nova maneira de observar o drama e a poesia. Reverenciada por poetas de ambos os lados do Atlântico, muitos de seus contemporâneos a colocaram acima de todas as poetisas, exceto Safo. De acordo com Harriet Martineau, ela “desfrutou de uma fama quase sem paralelo, e… foi dito diariamente durante anos, por todos os canais possíveis, que ela estava atrás apenas de Shakespeare”" Seus trabalhos foram traduzidos para cingalês e alemão, e suas peças foram amplamente encenadas tanto nos Estados Unidos quanto na Grã-Bretanha.
No entanto, mesmo quando Martineau a conheceu na década de 1830, essa fama parecia pertencer a uma era passada. Não houve novas versões de suas peças nos séculos XIX ou XX, embora suas tragédias possam parecer adequadas à intimidade da televisão ou do cinema. Somente no final do século XX os críticos começaram a reconhecer como suas representações íntimas da psique humana influenciaram a literatura romântica. Estudiosos agora reconhecem sua importância como uma inovadora de palco e teórica dramática, e críticos e historiadores literários do período romântico preocupados em reavaliar o lugar das mulheres escritoras reconhecem sua importância.
Joanna Baillie era uma grande amiga da senhora Byron. Essa amizade a levou a ser amiga íntima e colega de Lorde Byron também. Lorde Byron até tentou fazer com que uma de suas peças fosse apresentada no teatro em Drury Lane, infelizmente sem sucesso. A amizade deles continuou até que surgiu uma divisão doméstica entre o senhor e a senhora Byron, ficando Baillie do lado de sua amiga. Depois disso, ela foi mais crítica de Lorde Byron e de seu trabalho, chamando seus personagens de “infiéis à natureza e moralmente falidos”. Embora ainda fossem educados entre si como contemporâneos literários, sua amizade não voltou.
Um daqueles com quem Baillie mais se correspondia era Walter Scott. Os dois escreveram cartas suficientes um para o outro para preencher um volume considerável. Scott apreciava e apoiava Baillie como um contemporâneo literário, mas seu relacionamento não parou por aí. Suas cartas estão cheias de detalhes pessoais e conversas sobre suas famílias. Embora ambos respeitassem o trabalho um do outro, sua amizade era mais profunda do que apenas profissional.
Em 11 de setembro de 2018, para comemorar o que teria sido seu aniversário de 256 anos, o Google lançou um Doodle do Google celebrando-a, e seu trabalho 'desfrutou de um ressurgimento da popularidade' em reconhecimento de suas circunstâncias.